# Gījow
Gījow (persiska: گیجو) är en ort i Iran.   Den ligger i provinsen Gilan, i den nordvästra delen av landet, 300 km nordväst om huvudstaden Teheran. Gījow ligger 257 meter över havet och antalet invånare är 845.
Terrängen runt Gījow är kuperad åt nordost, men åt sydväst är den bergig. Gījow ligger nere i en dal. Runt Gījow är det ganska glesbefolkat, med 45 invånare per kvadratkilometer. Närmaste större samhälle är Hashtpar, 12,5 km norr om Gījow. I omgivningarna runt Gījow växer i huvudsak blandskog.